# Anne Ingstadbjørg
Anne Ingstadbjørg (14 maggio 1979) è un'ex biatleta norvegese.

## Biografia
In Coppa del Mondo esordì il 17 febbraio 2005 a Pokljuka (68ª) e ottenne l'unico podio il 9 gennaio 2008 a Ruhpolding (2ª).
In carriera prese parte a due edizioni dei Campionati mondiali (4ª nella staffetta mista a Östersund 2008 il miglior piazzamento).

## Palmarès

### Coppa del Mondo
- Miglior piazzamento in classifica generale: 44ª nel 2009
- 1 podio (a squadre):
  - 1 secondo posto